# Passo do Pillon
Passo do Pillon (em francês:  Col du Pillon) é um colo de montanha que reúne Les Diablerets com Gstaad respectivamente no  cantão de Vaud e no cantão de Berna, nos Alpes berneses na Suíça.
Próximo de Gstaad e a  1 546 m de altitude o colo também é o ponto de partida ideal para a prática do esqui pelo teleférico do Glaciar des Diablerets, que se encontra no maciço do mesmo nome. O colo faz parte da chamada Haute route bernoise.